# Гватемальское национальное революционное единство
Гватемальское национальное революционное единство, Гватемальское национальное революционное объединение (исп. Unidad Revolucionaria Nacional Guatemalteca, URNG-MAIZ) — левая политическая партия в Гватемале, созданная на базе партизанского движения, сложившего оружие в 1996 году и ставшего легальной политической силой в 1998 году в результате мирного процесса после гватемальской гражданской войны.

## История
После поддержанного ЦРУ правого переворота против правительства Хакобо Арбенса в 1954 году в стране непрерывно формировались радикальные оппозиционные группы, боровшиеся против установленного военными и богатыми землевладельцами репрессивного режима.
В мае 1980 года состоялось совещание руководства четырёх таких подпольных организаций, которые вели партизанскую борьбу («Повстанческие вооружённые силы», «Партизанская армия бедняков», «Организация вооружённого народа» и Гватемальская партия труда — местная коммунистическая партия). По его результатам был создан зонтичный блок левых сил «Куартапатрита» и достигнуто соглашение о координации действий. В дальнейшем, 7 февраля 1982 года был создан блок «Гватемальское национальное революционное единство», в состав которого вошли четыре названные организации. Они пользовались поддержкой сельской бедноты, а также городской интеллигенции.
ГНРЕ возглавило левую оппозицию в мирных переговорах с консервативным гватемальским правительством. Эти переговоры начались в 1987 году и завершили 36-летнюю гражданскую войну, когда 29 декабря 1996 года в присутствии Генерального секретаря ООН Бутроса Бутроса-Гали было подписано мирное соглашение между правительством Альваро Арсу и ГНРЕ. Генеральный секретарь ГНРЕ команданте Роландо Моран и президент Альваро Арсу совместно получили премию мира ЮНЕСКО за их усилия, положившие конец гражданской войне. Когда ГНРЕ, ставшая легальной оппозицией, была преобразована из коалиции различных групп в единую политическую партию в 1998 году, входящие в неё организации были распущены.

Флаг организации

На первых выборах в качестве легальной партии в 1999 году поддержала левоцентристского кандидата Альваро Колома. Партия «Гватемальское национальное революционное единство» попала в парламент на всеобщих выборах 2003 года, получив 4,2 % голосов и 2 из 158 мест в Конгрессе. Тогда же на президентских выборах её представлял Родриго Астуриас — сын известного писателя Мигеля Анхеля Астуриаса, в конце войны возглавлявший силы ГНРЕ под псевдонимом Гаспар Илом — и собрал 2,6 % голосов избирателей. На нескольких последних выборах ГНРЕ выступала совместно с левой партией коренного населения «Уинак» (Winaq); вместе у них 3 депутатских мандата. На выборах 2011 года поддерживала кандидатуру нобелевской лауреатки Ригоберты Менчу.

## Награды
В 1997 году ГНРЕ награждена Премией принцессы Астурийской в категории «Связь и гуманитарная деятельность».